# Colonia Progreso, Veracruz
Colonia Progreso är en ort i Mexiko.   Den ligger i kommunen Totutla och delstaten Veracruz, i den sydöstra delen av landet, 230 km öster om huvudstaden Mexico City. Colonia Progreso ligger 1 015 meter över havet och antalet invånare är 377.
Terrängen runt Colonia Progreso är kuperad. Runt Colonia Progreso är det ganska tätbefolkat, med 214 invånare per kvadratkilometer. Närmaste större samhälle är Huatusco de Chicuellar, 15,6 km söder om Colonia Progreso. I omgivningarna runt Colonia Progreso växer huvudsakligen savannskog.